# Taiwan van A tot Z
Op deze pagina staan alleen zaken die specifiek op Taiwan betrekking hebben en dus niet op China als het grotere geheel.
Voor alternatieve indelingen zie ook China van A tot Z en Hongkong van A tot Z

## A
Amis - Atayal - Atayalische talen - Austronesische talen

## B
Babuza - Basay - Biung - Brawbaw - Budai - Bunun (taal) - Bunun-talen

## C
Centraal-Amis - Centraal-Bunun - Centraal-Oost-Formosaanse talen - Chengkung-Kwangshan - Chiang Kai-shek - China - Cikosowaans

## D
Duhtu

## F
Formosaanse talen - Fort Zeelandia (Formosa)

## G
Lijst van golfbanen in Taiwan

## H
Herdenkingshal van Chiang Kai-shek · Hoanya (dialect)

## I
ISO 3166-2:CN - ISO 3166-2:TW

## K
Kaliyawaans - Kareovaans - Kavalaans - Ketagalan - Ketangalaans - Kaohsiung International Airport - Kulon-Pazeh - Kwomintang China

## L
Labuaans - Lamai - Lijst van premiers van de Volksrepubliek China en Taiwan - Lijst van talen in Taiwan - Linaw-Qauqaul

## M
Maga - Makatao - Malayo-Polynesische talen - Mantauran

## N
Nanwang - Nataoraans Amis - Nataoraans (dialect) - Natawraans (dialect) - Nie yin niang - Noord-Amis - Noord-Bunun - Noordelijke Oost-Formosaanse talen - Noorderse talen (Tsouïsch)

## O
Oost-Formosaanse talen

## P
Paiwaans - Paiwanische talen - Pangsoia-Dolatok - Papora-Hoanya - Pinaans - Poavosa (dialect) - Pokpok - Pyuma

## Q
Matthijs Quast

## R
Randai (dialect) - Ridaw - Rukai (taal) - Rukai (volk)

## S
Saisiyat - Sakizaya - Shibukun - Shtafari - Siraya (dialect) - Siraya (taal) - Sqoleq

## T
Taai (dialect) - Taipei - Taivoaans - Taiwan - Taiwan Stock Exchange - Taiwan Taoyuan International Airport -Takopulaans - Tanan - Taokas - Taroko (taal) - Tekedaya - Teruku - Tavalong-Vataan - Te'uda - Thao - Tona - Tondai - Trobiawaans - Ts'Ole' - Tsou (taal) - Tsou (volk) - Tsouïsche talen - Tungho

## V
Vlag van de Republiek China (Taiwan)

## Y
Yehliu

## Z
Zuid-Amis - Zuid-Bunun - Zuid-Chinese Zee